# Julkalender

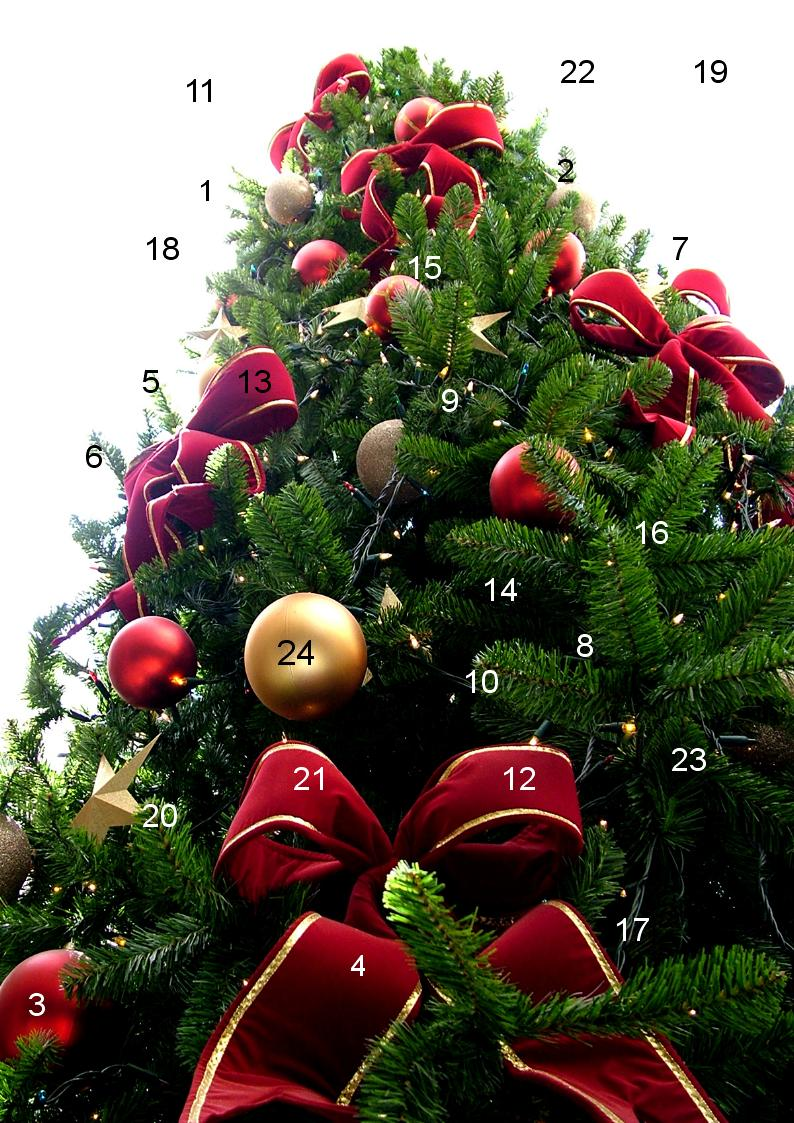
Julkalender

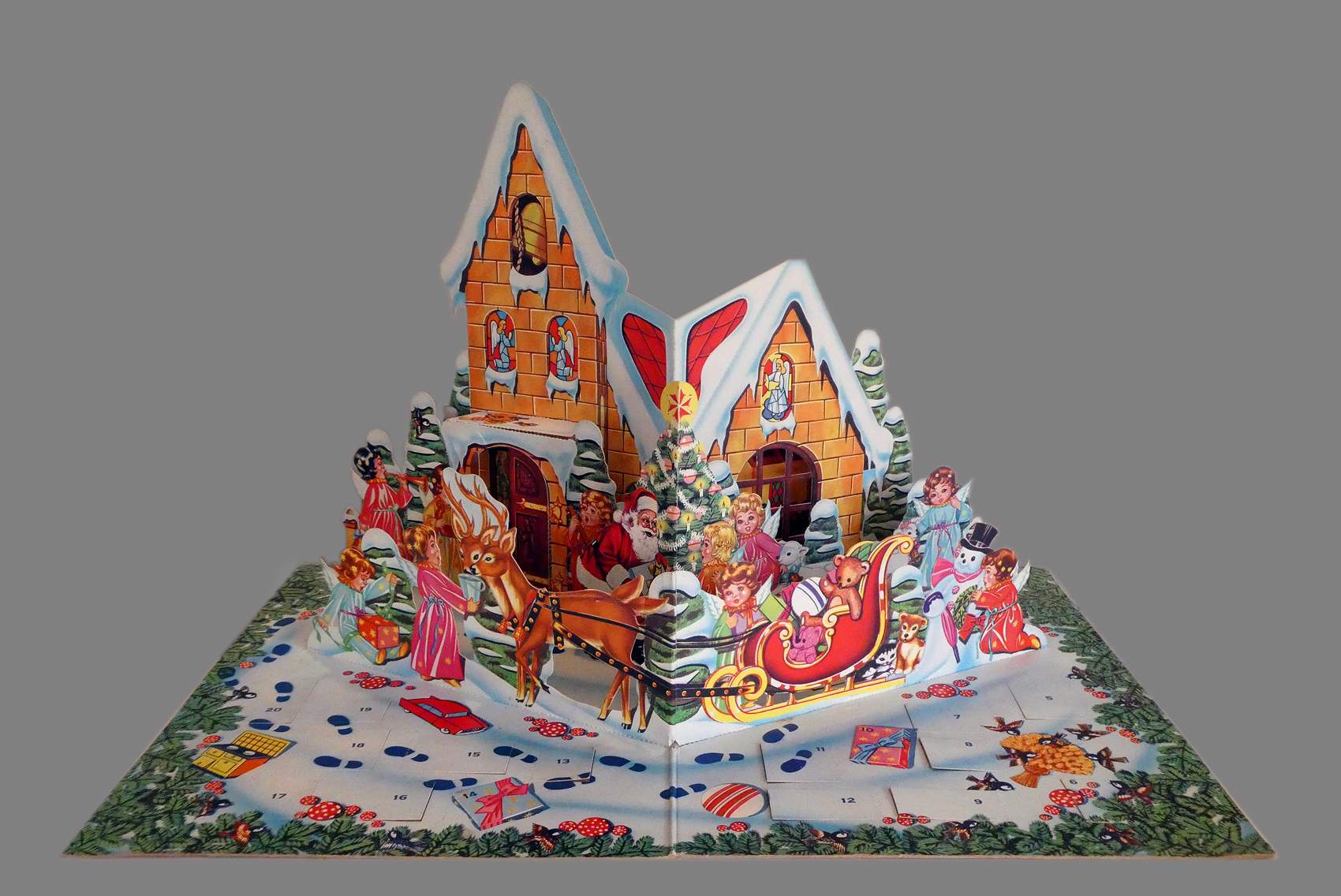
Uppfällbar julkalender från 1959.

En julkalender eller adventskalender är en anordning med numrerade och utspridda luckor, normalt dolda inom en tryckt illustration, ofta 1–24 eller 1–25 enligt adventsföljden efter decemberdatumen fram till jul. Ibland börjar kalendern på första söndagen i advent och slutar på juldagen, den 25 december. Luckorna är inledningsvis stängda, men för varje dag får man öppna en lucka märkt med det aktuella datumet. Syftet med julkalendern är att den ska underlätta väntan på julen, inte minst för barn. Den är typiskt gjord av pappark och prydd med en färgbild på framsidan. Bakom varje lucka döljer sig vanligen en liten bild eller ett rim. Det finns även andra varianter, som till exempel chokladkalender.
I Norden under 1900-talet har även motsvarande programserier i radio och tv skapats och under 2000-talet har alltfler kommersiella aktörer, butiker etc börjat lansera erbjudanden dagligen enligt samma princip. Julkalendern sätts traditionellt upp på väggen likt en tavla.

## Historia
Redan före julkalendern fanns en tradition i den protestantiska delen av Tyskland, att göra ett kritstreck på dörren för varje dag i december fram till julafton. Andra tände ett nytt ljus för varje dag, eller hängde upp en liten religiös tavla.
Julkalenderns historia började i mitten av 1880-talet när Gerhard Lang besvärade sin mamma om hur långt det var kvar till jul. För att underlätta väntan för sin son gjorde Gerhards mamma i ordning en bit färgglad kartong med tjugofyra kakor och bakelser på. Gerhard fick sedan äta en kaka om dagen och kunde på så sätt se exakt hur tid det var kvar till jul.
Många år senare blev Gerhard Lang delägare i ett tryckeri. Han mindes sin barndoms kak-kalender, vilket inspirerade honom till att vid 1900-talets början ge ut den första tryckta julkalendern i form av en julkalender. Dock, året innan gavs en kalender ut i form av en adventsklocka (adventuhr) i Hamburg och man kan diskutera huruvida detta var den första tryckta julkalendern eller inte. Gerhard Langs adventskalender bestod av två ark varav det ena hade tjugofyra julmotiv, som efter hand klipptes ut och fästes på motsvarande plats på det andra arket. Succén blev oväntat stor och på 1920-talet skapade Lang en ny variant med luckor och tredimensionella julkalendrar avsedda för innehåll i form av föremål. Dessa hade stadsmotiv och religiösa motiv.
1930-talets ekonomiska depression stoppade framgångarna. Andra tryckerier hade emellertid börjat trycka julkalendrar så produktionen fortsatte fram tills andra världskrigets restriktioner och materialbrist.
1946 tvingades Richard Sellmer Verlag i tyska Stuttgart skaffa sig kontakter med amerikanska armén för att kunna återuppta produktionen. Sellmer lyckades på så sätt erövra den amerikanska marknaden. Hans firma lever kvar än idag och är det enda tryckeriet i Tyskland som enbart trycker julkalendrar och andra julprodukter.

### Svensk och nordisk historia
De första julkalendrarna som såldes hade brittiskt och tyskt ursprung. Dock fanns långt tidigare i de nordiska länderna en arbetsordning med bestämda dagar som anknöt till olika sysslor inför julen. Dessa dagar hade karaktären av en kalender med förberedelse inför julen.
Den första svenska papperskalendern kom 1934. Den var tänkt att ritas av Elsa Beskow, men på grund av hennes tidsbrist blev det istället sagoboksillustratören och vykortsmålaren Aina Stenberg-MasOlle. Motivet bestod av tomtenissar på hennes gård i Dalarna. Den kallades Barnens adventskalender, såldes av Sveriges Flickors Scoutförbund och trycktes fram till 1964. Från 1973 utgivs nytryck av Aina Stenberg-MasOlles kalendrar fortfarande varje år av scouterna.
Den första inhemska julkalendern i Finland, Lasten adventtikalenteri – Barnens adventskalender, såldes första gången till julen 1947. Tessi Fazer, ordförande för Finlands Svenska Flickscoutförbund, fick idén från Sveriges Flickors Scoutförbund.
I slutet av 1950-talet började gratiskalendrar delas ut i reklamsyfte i Sverige.
Den första julkalendern i svenska massmedia sändes 1956 av Sveriges Radio 1956 och hade i tablån namnet Adventskalendern. Programmet handlade om barn som sjöng julvisor och pratade om julförberedelser. Barnen öppnade en lucka i en adventskalender. Snart gavs en särskild kalender ut som kopplades till radions kalender. 1960 sände SVT Titteliture. Han öppnade luckorna i svartvit sändning. Året därpå sändes adventskalendern 1969 sändes en julkalender i färg och 1971 fick den namnet Julkalendern. Den allra populäraste adventskalendern i TV är Teskedsgumman, som sändes 1967 och som hade som två miljoner vuxna och en halv miljon barn som tittare. Sedan starten har TV-kalendern dagligen haft åtminstone en miljon tittare.
Vissa år har det i några svenska städer funnits julkalendrar med fönster som fungerar som luckor. År 2007 började rådhuset i Örebro med lucköppning varje dag mellan den första och tjugofjärde december. Då visades för varje dag ett nytt lokalt konstverk i ett av rådhusets fönster. Traditionen fortsatte sedan till och med 2017.
Landskrona har också gjort försök med adventskalendrar. 2016 hade Landskrona stad en digital adventskalender på sin hemsida. 2020 fanns en fönsterkalender på några av stadens smågator under december.
Sedan 1998 har de boende i stadsdelen Östanfors i Falun öppnat sina fönster i december för att visa områdets fönsterkalender. De boende får själva bestämma vad de vill visa.
Många föreningar har genom åren sålt adventskalendrar med dagliga dragningar i lokalpressen och vinster i form av varuvinster eller presentkort.

## Varianter
En chokladkalender är en julkalender som bakom varje lucka har en bit choklad gjuten i jul- eller vintertema. Själva chokladkalendern är oftast tillverkad i plast med ett skal av kartong eller papp.
Under 2000-talet har det blivit populärt med leksakskalender/presentkalender. Varje nummer döljer då en liten leksak eller annan gåva. Gåvorna kan vara inslagna julklappar och ibland ligga i julstrumpor.
Kalenderljus, även kallat datumljus, är ett levande ljus som är numrerat med datum. För varje decemberdag fram till jul får ljuset brinna till nästa siffermarkering. Kalenderljus finns i olika storlekar och med olika dekorationer.
I vissa städer dekorerar man 24 av kvarterets fönster och låter vart och ett av dem vara en adventslucka. Det är ovanligt i Sverige, men förekommer på några håll i landet, exempelvis i Landskrona och stadsdelen Östanfors i Falun. I Schweiz är det desto vanligare. Där låter man hela byggnader och butikers fönster bli numrerade adventsluckor.
Hos en del fotohandlare kan man beställa julkalendrar med personligt motiv. Några erbjuder även chokladkalender med valfritt motiv. 
När internet har kommit att användas av allt fler, har det även blivit vanligt att främst säljföretag har elektroniska julkalendrar på webben. Då innehåller luckorna ofta ett endagserbjudande eller en endagstävling.

## Julkalendrar i radio och TV
Sveriges Radio började 1957 att sända ett speciellt radioprogram anknutet till en julkalender och 1960 sändes Sveriges första TV-julkalender. Inledningsvis kallades TV:s julkalender för adventskalender och sändes från och med första söndagen i advent, därför inleddes lucköppningen redan denna dag. 1971 ändrades namnet på TV:s adventskalender till julkalender. Numer sänder Sveriges Television julkalendern i TV och Sveriges Radio i riksradion. Sveriges Television brukar även visa äldre julkalendrar i Öppet arkiv och Barnkanalen kring jul.
Även i övriga nordiska länder har TV-julkalendrar blivit en tradition. Till skillnad från SVT så visar de andra nordiska public service-bolagen inte en ny julkalender varje år utan visar omväxlande nyproducerade julkalendrar med repriser på tidigare julkalendrar och importerade julkalendrar från de andra nordiska länderna.
I Danmark visade Danmarks Radio 1962 den första TV-sända julkalendern utanför Sverige, Historier fra hele verden. Även danska TV 2 har som tradition att visa julkalendrar till jul.
I Norge visade Norsk Rikskringkasting 1970 den första norska julkalendern, Barnas førjulskalender 1970. Även norska TV 2 och TVNorge har som tradition att visa julkalendrar till jul.
I Finland visade Yle 1963 den första finskspråkiga julkalendern Tähystäjätontun seikkailut och har visat en ny julkalender nästan varje år sen dess. 1991 visades den första svenskspråkiga julkalendern i Yle Julmappen.
På Island visade Ríkisútvarpið 1988 den första isländska julkalendern Jólin nálgast í Kærabæ och visade omväxlande nya kalendrar och repriser fram tills 2008 med Jólaævintýri Dýrmundar. Sedan dess har RÚV visat repriser på tidigare julkalendrar och importerade kalendrar.
I december 2016 hade en julkalenderserie i Viaplay premiär, originalserien Det stora experimentet, som blev tjänstens första egna barnserie. Serien spelades samtidigt in på norska, danska och svenska och hade premiär samtidigt i hela Norden.

## Bildgalleri

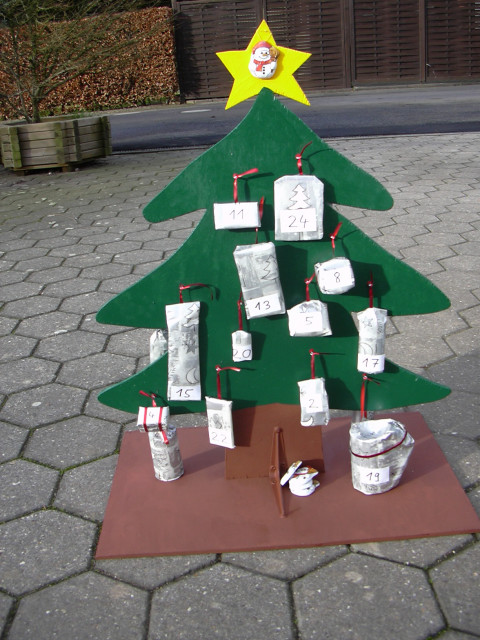
Hemgjord presentkalender
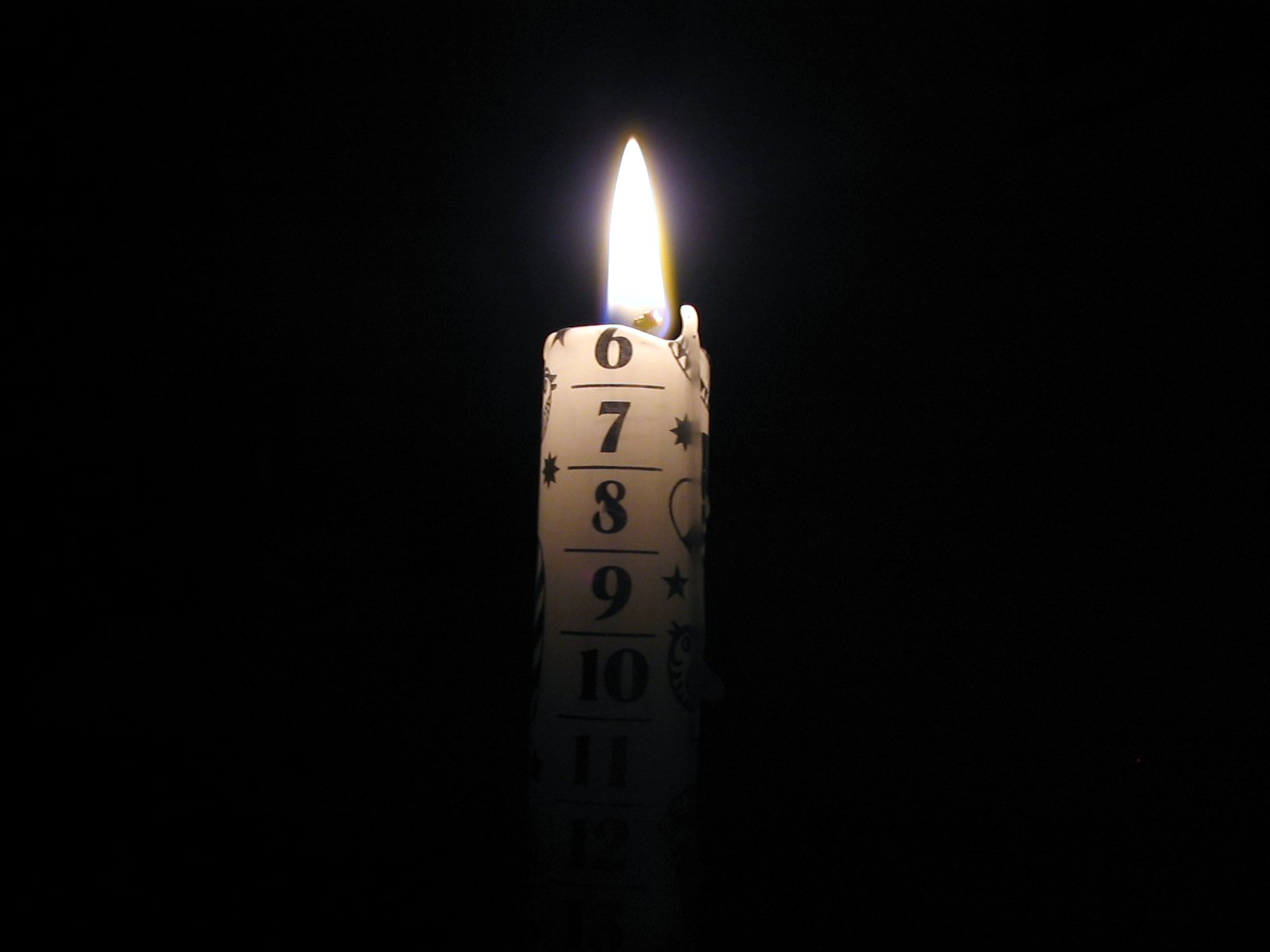
Kalenderljus
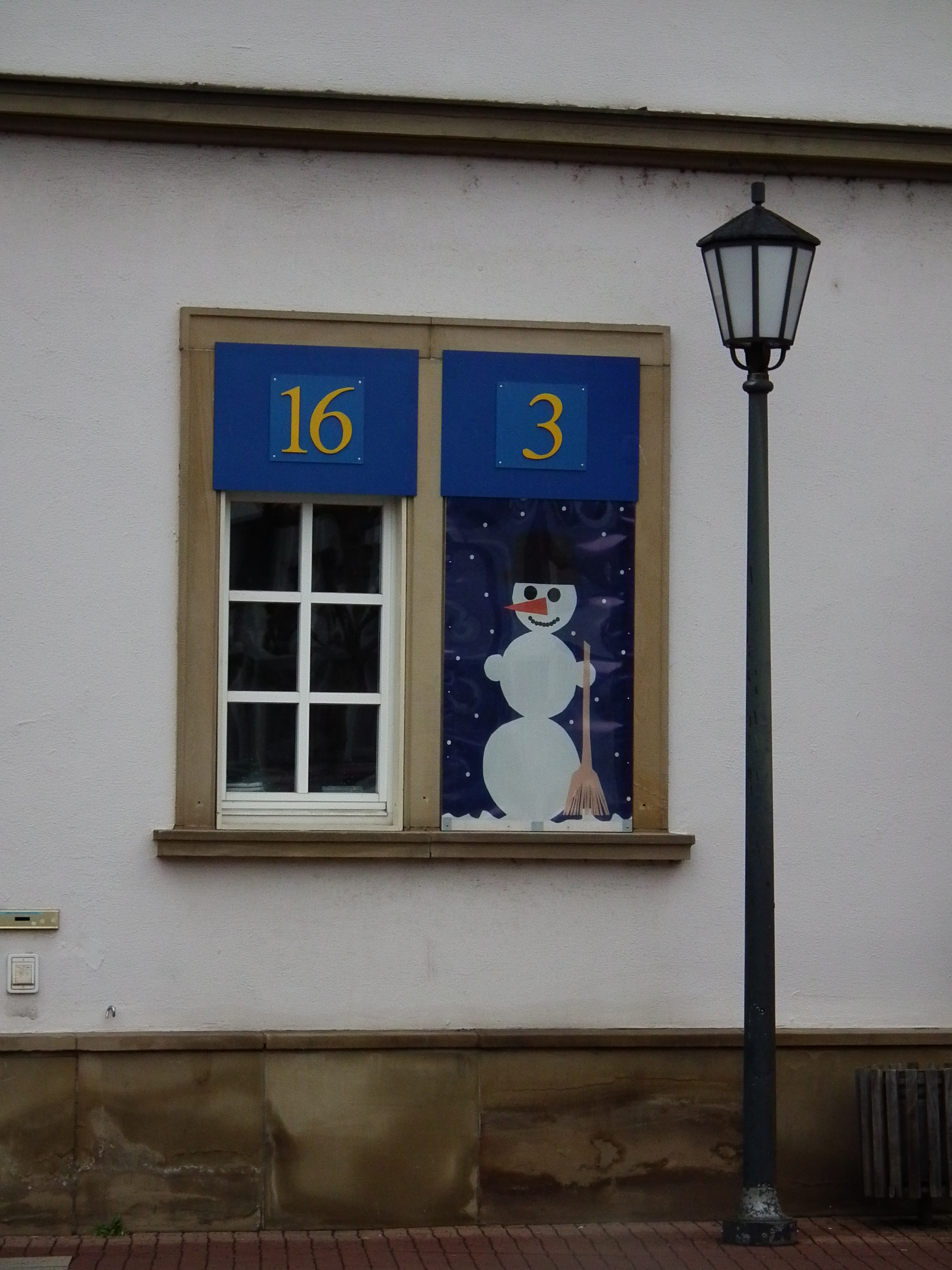
Fönstervariant av adventskalender